# Keprník
Keprník (německy Glaserberg) je hora v České republice, s výškou 1423 m n. m. je čtvrtým nejvyšším vrcholem Hrubého Jeseníku, nejvyšší v Keprnické hornatině.

## Geologie a geomorfologie

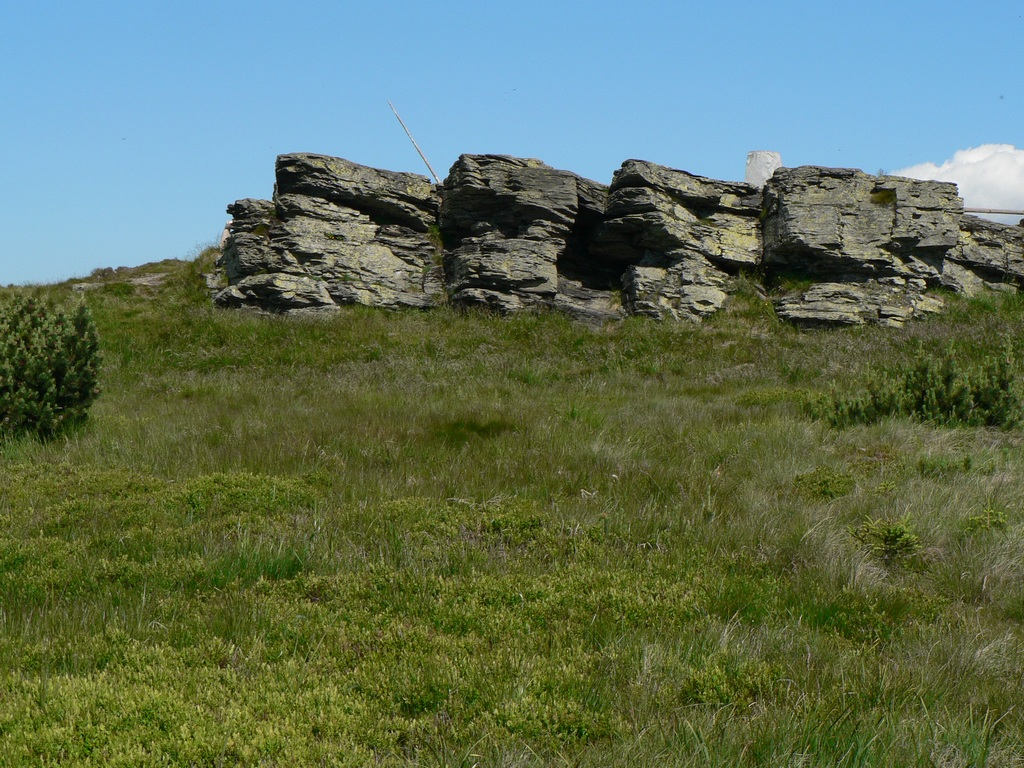
Mrazový srub na vrcholu Keprníku.

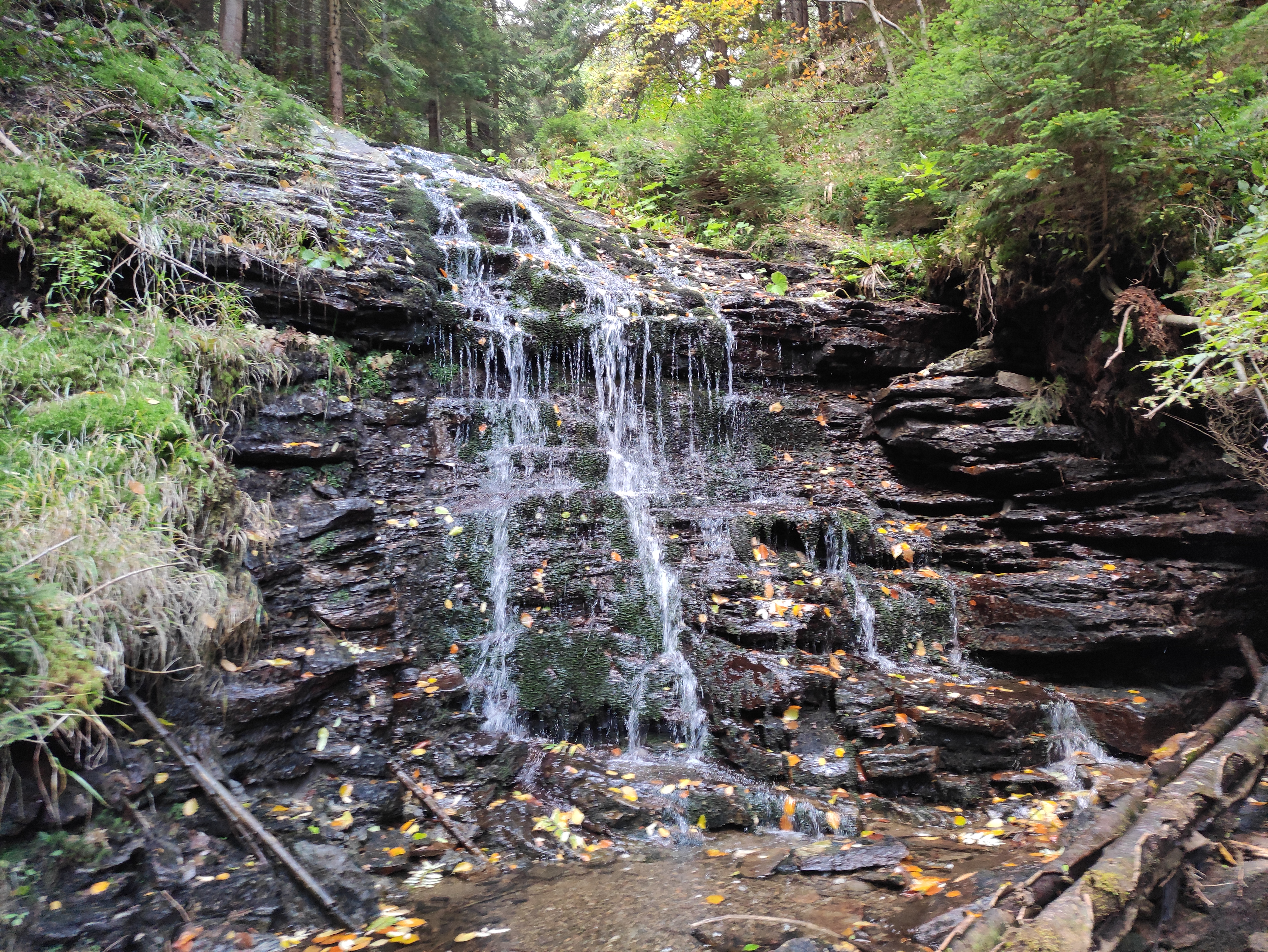
Vodopády Bystrého potoka

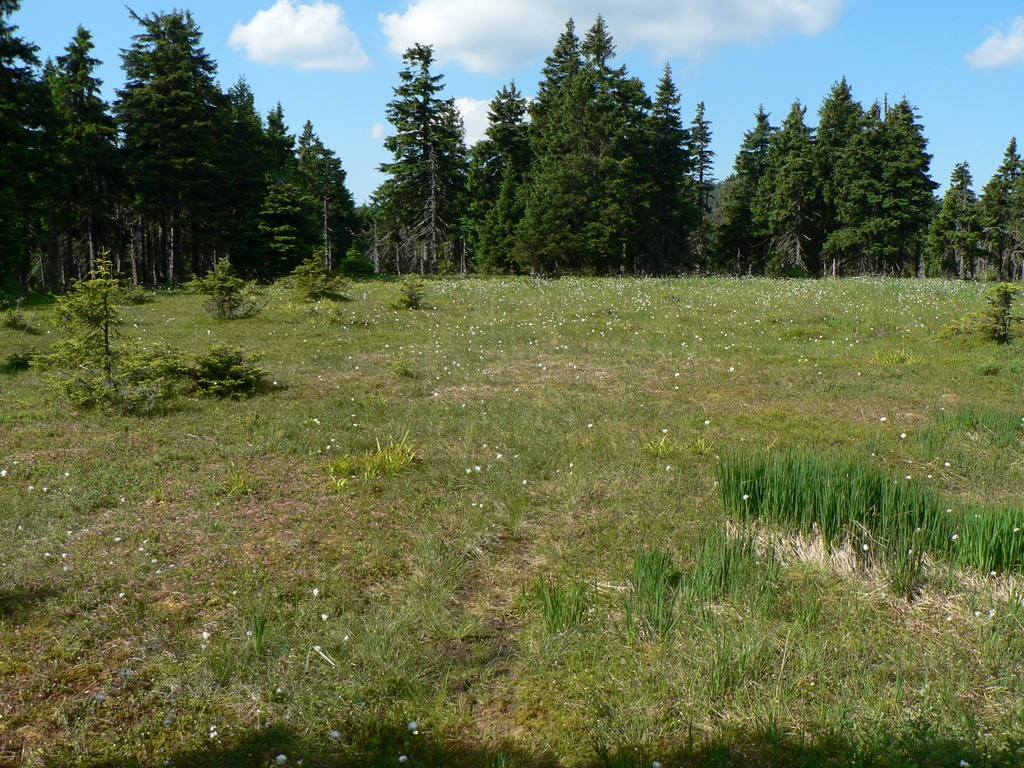
Rašeliniště na jižním úbočí Keprníku.

Převládajícími horninami jsou ruly a svory. Vrcholová plošina Keprníku má podobu kryoplanační terasy (lavicovité stupně složené z plošiny a srázu). Na vrcholu je mrazový srub.

## Vodstvo
Vrchol Keprníku náleží k hlavnímu evropskému rozvodí mezi Baltským a Černým mořem. Keprnický potok se svým hlavním přítokem Rudohorský potok, přítokem Bystrý potok a dalšími bezejmennými přítoky, odvádějí vodu do Bělé a dále do Odry a Baltského moře. Klepáčský potok s přítokem Jelení potok a dalšími bezejmennými přítoky odvádí vodu do řeky Branná a dále do Černého moře.
Na svazích Keprníku se nachází několik hůře dostupných vodopádů:
| Vodopády                      | poloha                  |
| ----------------------------- | ----------------------- |
| Jelení vodopády               | západní svahy Keprníku  |
| Vodopády na Klepáčském potoce | západní svahy Keprníku  |
| Vodopád Ve Stržích            | západní svahy Keprníku  |
| Vodopády Rudohorského potoka  | východní svahy Keprníku |
| Vodopády Keprnického potoka   | východní svahy Keprníku |
| Vodopády Bystrého potoka      | východní svahy Keprníku |

## Ochrana přírody
Keprník je součástí CHKO Jeseníky a národní přírodní rezervace Šerák-Keprník. Předmětem ochrany je přirozené alpínské bezlesí, dále pak zejména skalní a půdní tvary - pozůstatky doby ledové, jako např. kryoplanační terasy, mrazové sruby a thufury (půdní mrazové kopečky). Pod vrcholem se nachází tzv. vlajkové smrky a dvě rašeliniště.

## Turistika
Přes Keprník vede hlavní jesenická hřebenovka, nejlépe přístupný je z Ramzové, Ostružné, Branné a Červenohorského sedla. Bližší turistické informace viz blízký vrchol Šerák.
Protože je vrchol bezlesý, tvořený horskými loukami – holemi, nabízí kruhové rozhledy na celé Jeseníky a na nedaleký Králický Sněžník, za dobré viditelnosti na Krkonoše a Beskydy, výjimečně i na Malou Fatru, Vysoké Tatry a Ještěd. Vyhlídku na vrcholu hory doplňuje od roku 1946 kruhový „směrový kámen“.
Z důvodu ochrany území jako národní přírodní rezervace je zákaz opouštět značené turistické trasy.